# Eurithia suspecta
Eurithia suspecta är en tvåvingeart som först beskrevs av Pandelle 1896.  Eurithia suspecta ingår i släktet Eurithia och familjen parasitflugor. Inga underarter finns listade i Catalogue of Life.